# Give Way
Give Way es un álbum en vivo de la banda de rock estadounidense llamada Pearl Jam, publicado el 22 de abril de 2023, a través de la división Legacy Recordings de Epic Records como parte del Record Store Day 2023. Fue grabado el 5 de marzo de 1998 en Melbourne Park en Melbourne, Australia, como parte de la gira Yield Tour de la banda. Originalmente estaba destinado a ser lanzado como una promoción gratuita en compras del documental Single Video Theory de la banda en 1998, pero debido a que el sello y la banda no aprobaron la promoción, el sello de la banda, Epic, destruyó 50,000 copias el día antes del lanzamiento. El álbum es una versión editada de las 25 canciones del concierto, originalmente transmitido por radio e Internet por la estación de radio australiana Triple J. Es el único álbum oficial en vivo de Pearl Jam que incluye la batería de Jack Irons en su época en la banda.

## Antecedentes
El álbum incluye una versión editada de la actuación de la banda el 5 de marzo de 1998 en Melbourne Park en Melbourne, Australia. El concierto fue parte de la gira Yield Tour, realizado para promocionar su quinto álbum de estudio Yield (1998). Fue transmitido en línea y vía radio por la estación de radio australiana Triple J, lo que provocó un extenso contrabando. El álbum fue fabricado y destinado a ser lanzado como una promoción gratuita en las tiendas Best Buy de Estados Unidos con compras del documental de la banda británica, Single Video Theory. De hecho, la banda y el sello no habían permitido la promoción, lo que llevó a la destrucción de la mayoría de los 50.000 CD que se habían impreso. Algunas copias que lograron escapar de la destrucción alcanzaron cientos de dólares en línea en los años siguientes.
El álbum lleva el nombre de la señal de “give away”, utilizada en Australia en lugar de la señal de ceder el paso.

## Recepción de la crítica
Jonathan Cohen de Spin Magazine escribió: “Pearl Jam se ha mantenido como una de las bandas de rock más veneradas de todos los tiempos en los 25 años transcurridos desde la partida de Irons. Pero su música rara vez fue tan conmovedora, ecléctica y profundamente sentida como se escucha en Give Way”. Gerrod Harris de Spill Magazine comentó: “Give Way captura una era fugaz en la que Pearl Jam aún era peligroso, antes de hacer la transición a algo más refinado y sostenible. Si bien no hay nada de malo en el lugar en el que se encuentran ahora (Pearl Jam nunca deja de provocar una sensación de emoción), ciertamente hay algo para apreciar en el sonido y la energía que se presenta en Give Way”.

## Rendimiento comercial
El álbum apareció en el número 27 en la lista de álbumes del Reino Unido a mitad de semana, debutando en el número 78 en la lista final. Debutó en el puesto 26 en la lista Billboard 200 de Estados Unidos durante la semana del 6 de mayo de 2023.

## Lista de canciones
1. «Release» – 5:08
2. «Brain of J.» – 2:55
3. «Animal» – 2:49
4. «Faithfull» – 4:23
5. «In My Tree» – 4:24
6. «I Got Id» – 4:00
7. «Corduroy» – 5:20
8. «Even Flow» – 5:28
9. «Spin the Black Circle» – 3:16
10. «Given to Fly» – 4:40
11. «Hail, Hail» – 4:00
12. «MFC» – 2:45
13. «State of Love and Trust» – 3:52
14. «Do the Evolution» – 3:37
15. «Alive» – 6:12
16. «Black» – 5:16
17. «Immortality» – 6:27

## Posicionamiento
| Gráfica (2023)                                    | Pico de posición |
| ------------------------------------------------- | ---------------- |
| Escocia (Scottish Albums Chart)                   | 12               |
| España (PROMUSICAE)                               | 69               |
| Estados Unidos (Billboard 200)                    | 26               |
| Estados Unidos (Billboard Top Alternative Albums) | 4                |
| Estados Unidos (Billboard Top Rock Albums)        | 3                |
| Grecia (IFPI Greece)                              | 68               |
| Irlanda (Irish Albums Chart)                      | 74               |
| Italia (FIMI)                                     | 75               |
| Nueva Zelanda (Recorded Music NZ)                 | 40               |
| Países Bajos (Album Top 100)                      | 22               |
| Reino Unido (UK Albums Chart)                     | 78               |
| Reino Unido (UK Rock & Metal Albums Chart)        | 5                |